# James Balfour
James Balfour de Denmilne e Kinnaid, 1.º Baronete (Perth and Kinross, 1600 – c. 1658) foi um analista e antiquário escocês.

## Biografia
O filho mais velho de Michael Balfour de Denmiln em Fife, inspetor da casa de Carlos I de Inglaterra, e de Joanna Denham, James nasceu em 1600. Seu irmão mais novo foi Andrew Balfour, um eminente botânico e amigo de Robert Sibbald, que escreveu sobre as vidas dos dois irmãos, em um pequeno e agora raro folheto intitulado Memoria Balfouriana sive Historia reru, pro Literis promovendis gestarum a clarissimis fratribus Balfouriis DD. Jacobo barone de Kinnaird equite, Leone rege armorum, et DD. Andrea M.D emiite aurato, R.S., M.D. equite aurato, 1699. Depois de uma boa educação em casa, Balfour foi enviado para viajar pelo continente europeu e, após o seu retorno, embora tenha mostrado alguma inclinação para a poesia em sua juventude, quando traduziu o Panthea de Johannes Leochæus (John Leech) em verso escocês, dedicou-se ao estudo da história e das antiguidades da Escócia.
Esta foi uma excelente escolha, observa Robert Sibbald, pois ele pode contar com o apoio de muitos compatriotas que cultivavam também esta linha de estudos naquela época: os historiadores de religião: o arcebispo Spottiswoode e David Calderwood; David Hume de Godscroft, escritor da história da família Douglas; George Wishart, depois Bispo de Edimburgo, o biógrafo de Montrose; Robert Johnston, que escreveu a história da Grã-Bretanha a partir de 1577; o poeta William Drummond de Hawthornden, o historiador dos James; os irmãos Pont, geógrafos; e com o círculo de amigos, o cartógrafo Robert Gordon de Straloch, John Scot, Lorde Scotstarvit e outros, que contribuíram para o grande atlas da Escócia (Blaeu Atlas of Scotland) publicado por Joan Blaeu em Amsterdã.

### Heráldica
Balfour era viciado em heráldica e, para se aperfeiçoar, foi a Londres em 1628, onde conheceu o College of Arms e Roger Dodsworth e William Dugdale, os principais antiquários históricos ingleses. Para o Monasticon Anglicanum de Dugdale, ele contribuiu com um breve relato das casas religiosas da Escócia. Em seu retorno, Balfour foi nomeado cavaleiro por Carlos I, em 2 de maio de 1630, recebeu o cargo heráldico de Lord Lyon King of Arms e coroado pelo Lorde Chanceler da Escócia, George Hay, 1.º Conde de Kinnoull, comissário do rei por mandato datado de 20 de abril de 1630. Recebeu o título de baronete de Denmilne and Kinnaird em 22 de dezembro de 1633 e privado do cargo de Lord Lyon King of Arms por Oliver Cromwell por volta de 1654. Durante a Guerra civil inglesa, Balfour permaneceu em seu retiro em Falkland ou Kinnaird, coletando manuscritos e escrevendo memórias ou folhetos históricos.

### Antiquário
Mais importante do que o trabalho original de James Balfour foi a sua diligência como colecionador, que apresentou, logo após a dispersão dos tesouros das bibliotecas monásticas, muitas das crônicas, cartulários e registros dos bispados escoceses e casas religiosas, desde os já publicados Chronicle of Melrose, os cartulários de Dunfermline, Dryburgh, Arbroath e Aberdeen, os registros do priorado de St. Andrews e do mosteiro de Cupar. Uma lista completa destes e seus outros manuscritos é dada por Robert Sibbald. Sua valiosa biblioteca, junto com a de seu irmão David, foi dispersa por leilão após a morte deste último, e o catálogo impresso no final das memórias de Sibbald é um registro valioso da biblioteca de um cavalheiro escocês do século XVII.
Balfour foi quatro vezes casado e morreu em 1657, sobrevivendo a seu pai apenas cinco anos. Ele foi sepultado na igreja de Abdie, Fife. Os "Anais" não têm muito valor, exceto na parte que é contemporânea, e contém alguns detalhes interessantes, principalmente em relação às cerimônias das quais ele participou como Lord Lyon King of Arms.

## Obras
Como nenhuma das suas obras, exceto os "Anais da História da Escócia de Malcolm III a Carlos II", e uma seleção de seus folhetos (editado por James Maidment, 1837), foram impressos, vale a pena dar a lista feita por Robert Sibbald destes em manuscritos, a maioria dos quais agora estão preservados na Advocates Library em Edimburgo.
A lista é a seguinte:
- A Treatise on Surnames, but especially those of Scotland.
- A Treatise of the Order of the Thistle.
- An Account of the Ceremonies at the Coronation of Charles I at Holyrood; e
- Of Charles at Scone.
- An Account of the Coats of Arms of the Nobility and Gentry of Scotland.
- A Genealogy of all the Earls of Scotland from their Creation to 1647.
- An Account of the Funeral Ceremonies of some Noble Persons.
- An Account of those who were knighted when he was Lyon.
- An Account of the Impresses, devices, and Mottoes of several of our Kings and Queens.
- The Crests, Devices, and Mottoes of the Scotch Nobility.
- Injunctions by Sir James Balfour, Lyon King, to be observed by all the Officers-at-Arms.
- The True Present State of the Principality of Scotland.
- Lists of the various Officers of State in Scotland and of the Archbishops of St. Andrews.
- Memorials and Passages of State from 1641 to 1654.
- A Full Description of the Shore of Fife.
- A Treatise on Gems and the Composition of False Precious Stones.

Além destes, ele escreveu diversas obras, principalmente sobre assuntos heráldicos.